# 28397 Forrestbetton
28397 Forrestbetton è un asteroide della fascia principale. Scoperto nel 1999, presenta un'orbita caratterizzata da un semiasse maggiore pari a 2,3458363 UA e da un'eccentricità di 0,1045002, inclinata di 6,92371° rispetto all'eclittica.